# Campeonato Sudamericano de Baloncesto Femenino Sub-17 de 2007
El Campeonato Sudamericano de baloncesto Femenino Sub-17 de 2007 corresponde a la XIV edición del Campeonato Sudamericano de Baloncesto Femenino Sub-17, que es organizado por FIBA Americas. Fue disputado en Cuenca,  Ecuador entre el 2 y el 6 de junio de 2007 y clasificó a 3 equipos al Fiba Americas Femenino Sub-18 2008.

## Grupo único
|   | Equipo    | Pts | J | G | P | PF  | PC  | Dif  |
| - | --------- | --- | - | - | - | --- | --- | ---- |
| 1 | Venezuela | 10  | 5 | 5 | 0 | 417 | 297 | 120  |
| 2 | Argentina | 9   | 5 | 4 | 1 | 344 | 244 | 100  |
| 3 | Brasil    | 8   | 5 | 3 | 2 | 364 | 279 | 85   |
| 4 | Ecuador   | 7   | 5 | 1 | 3 | 315 | 297 | 18   |
| 5 | Chile     | 6   | 5 | 1 | 4 | 224 | 377 | -153 |
| 6 | Perú      | 4   | 5 | 0 | 4 | 227 | 397 | -170 |

| 2 de junio, 16:00                      | Perú                  | 46 - 96                       | Brasil |  |
| Reporte                                |                       |                               |        |  |
| Parciales: -, -, -, -                  | Parciales: -, -, -, - | Parciales: -, -, -, -         | Cuenca |  |
| Maria Francesca Bellatin 12 puntos     | Pts                   | Debora Fernandes 23 puntos    | Cuenca |  |
| Maria Francesca Bellatin 1 rebotes     | Rebs                  | Fabiana Caetano 5 rebotes     | Cuenca |  |
| Maria Francesca Bellatin 1 asistencias | Asists                | Fabiana Caetano 3 asistencias | Cuenca |  |

| 2 de junio, 18:00                  | Argentina             | 81 - 40                           | Chile  |  |
| Reporte                            |                       |                                   |        |  |
| Parciales: -, -, -, -              | Parciales: -, -, -, - | Parciales: -, -, -, -             | Cuenca |  |
| Debora Sabrina Gonzalez 23 puntos  | Pts                   | Fernanda Andrea Serrano 12 puntos | Cuenca |  |
| Agostina Burani 8 rebotes          | Rebs                  | Vivían Noelia Perez 6 rebotes     | Cuenca |  |
| Paula Celeste Budini 8 asistencias | Asists                | Paula Elisa Moya 2 asistencias    | Cuenca |  |

| 2 de junio, 20:45                   | Ecuador               | 70 - 92                            | Venezuela |  |
| Reporte                             |                       |                                    |           |  |
| Parciales: -, -, -, -               | Parciales: -, -, -, - | Parciales: -, -, -, -              | Cuenca    |  |
| Milene Maria Zevallos 19 puntos     | Pts                   | Sonia Rodríguez 26 puntos          | Cuenca    |  |
| Anabel Patricia Barahona 7 rebotes  | Rebs                  | Maria Graciela Cabrices 11 rebotes | Cuenca    |  |
| Tatiana Leonor Patiño 3 asistencias | Asists                | Germary Blanco 3 asistencias       | Cuenca    |  |

| 3 de junio, 14:00                   | Perú                  | 43 - 96                                | Venezuela |  |
| Reporte                             |                       |                                        |           |  |
| Parciales: -, -, -, -               | Parciales: -, -, -, - | Parciales: -, -, -, -                  | Cuenca    |  |
| Daniela Porras 14 puntos            | Pts                   | Cleyder Oderlin Blanco 17 puntos       | Cuenca    |  |
| Elsa Carolina Gonzales 10 rebotes   | Rebs                  | Cleyder Oderlin Blanco 7 rebotes       | Cuenca    |  |
| Elsa Carolina Gonzales 1 asistencia | Asists                | Dianora Del Carmen Rivas 5 asistencias | Cuenca    |  |

| 3 de junio, 18:00                      | Ecuador               | 70 - 39                              | Chile  |  |
| Reporte                                |                       |                                      |        |  |
| Parciales: -, -, -, -                  | Parciales: -, -, -, - | Parciales: -, -, -, -                | Cuenca |  |
| Stephany Peña 11 puntos                | Pts                   | Vivían Noelia Perez 13 puntos        | Cuenca |  |
| Anabel Patricia Barahona 10 rebotes    | Rebs                  | Paula Elisa Moya 8 rebotes           | Cuenca |  |
| Anabel Patricia Barahona 2 asistencias | Asists                | Marcela Costanza Jeria 2 asistencias | Cuenca |  |

| 3 de junio, 18:00                 | Argentina             | 68 - 54                               | Brasil |  |
| Reporte                           |                       |                                       |        |  |
| Parciales: -, -, -, -             | Parciales: -, -, -, - | Parciales: -, -, -, -                 | Cuenca |  |
| Debora Sabrina Gonzalez 20 puntos | Pts                   | Siquiera Bruna Boccasius 16 puntos    | Cuenca |  |
| Agostina Burani 7 rebotes         | Rebs                  | Fabiana Caetano 6 rebotes             | Cuenca |  |
| Nadia Flores 7 asistencias        | Asists                | Siquiera Bruna Beccasis 2 asistencias | Cuenca |  |

| 4 de junio, 16:00                    | Chile                 | 59 - 50                              | Perú   |  |
| Reporte                              |                       |                                      |        |  |
| Parciales: -, -, -, -                | Parciales: -, -, -, - | Parciales: -, -, -, -                | Cuenca |  |
| Vivían Noelia Perez 16 puntos        | Pts                   | Ximena Vega 13 puntos                | Cuenca |  |
| Vivían Noelia Perez 3 rebotes        | Rebs                  | Ximena Vega 10 rebotes               | Cuenca |  |
| Marcela Costanza Jeria 4 asistencias | Asists                | Andrea Vanessa Barreto 2 asistencias | Cuenca |  |

| 4 de junio, 18:00                  | Brasil                | 65 - 72                               | Venezuela |  |
| Reporte                            |                       |                                       |           |  |
| Parciales: -, -, -, -              | Parciales: -, -, -, - | Parciales: -, -, -, -                 | Cuenca    |  |
| Patricia Texeira 14 puntos         | Pts                   | Roselis Carolina Silva 17 puntos      | Cuenca    |  |
| Siquiera Bruna Boccasius 8 rebotes | Rebs                  | Yosimar Enrriqueta Corrales 6 rebotes | Cuenca    |  |
| Fabiana Caetano 3 asistencias      | Asists                | Sonia Rodríguez 2 asistencias         | Cuenca    |  |

| 4 de junio, 20:00                   | Ecuador               | 43 - 55                          | Argentina |  |
| Reporte                             |                       |                                  |           |  |
| Parciales: -, -, -, -               | Parciales: -, -, -, - | Parciales: -, -, -, -            | Cuenca    |  |
| Tatiana Leonor Patiño 10 puntos     | Pts                   | Andrea Luciana Boquete 11 puntos | Cuenca    |  |
| Andrea Carolina Muñoz 7 rebotes     | Rebs                  | Agostina Burani 10 rebotes       | Cuenca    |  |
| Andrea Carolina Muñoz 2 asistencias | Asists                | Agostina Burani 2 asistencias    | Cuenca    |  |

| 5 de junio, 16:00              | Brasil                | 92 - 38                              | Chile  |  |
| Reporte                        |                       |                                      |        |  |
| Parciales: -, -, -, -          | Parciales: -, -, -, - | Parciales: -, -, -, -                | Cuenca |  |
| Amanda Karine Lazaro 20 puntos | Pts                   | Vivían Noelia Perez 12 puntos        | Cuenca |  |
| Leididania Silva 15 rebotes    | Rebs                  | Vivían Noelia Perez 3 rebotes        | Cuenca |  |
| Debora Fernandes 5 asistencias | Asists                | Marcela Costanza Jeria 3 asistencias | Cuenca |  |

| 5 de junio, 18:00                     | Argentina             | 71 - 73                               | Venezuela |  |
| Reporte                               |                       |                                       |           |  |
| Parciales: -, -, -, -                 | Parciales: -, -, -, - | Parciales: -, -, -, -                 | Cuenca    |  |
| Nayla Belen Kraft 19 puntos           | Pts                   | Cleyder Oderlin Blanco 34 puntos      | Cuenca    |  |
| Andrea Luciana Boquete 4 rebotes      | Rebs                  | Cleyder Oderlin Blanco 10 rebotes     | Cuenca    |  |
| Ornella Soledad Santana 3 asistencias | Asists                | Kiancy Daniela Barragan 2 asistencias | Cuenca    |  |

| 5 de junio, 20:00                   | Ecuador               | 77 - 54                      | Perú   |  |
| Reporte                             |                       |                              |        |  |
| Parciales: -, -, -, -               | Parciales: -, -, -, - | Parciales: -, -, -, -        | Cuenca |  |
| Tatiana Leonor Patiño 21 puntos     | Pts                   | Daniela Porras 21 puntos     | Cuenca |  |
| Jessica Daniela Preciado 11 rebotes | Rebs                  | Ximena Vega 6 rebotes        | Cuenca |  |
| Tatiana Leonor Patiño 3 asistencias | Asists                | Daniela Porras 2 asistencias | Cuenca |  |

| 6 de junio, 16:00                    | Venezuela             | 84 - 48                              | Chile  |  |
| Reporte                              |                       |                                      |        |  |
| Parciales: -, -, -, -                | Parciales: -, -, -, - | Parciales: -, -, -, -                | Cuenca |  |
| Yosimar Enriqueta Corrales 14 puntos | Pts                   | Fernanda Paz Mansilla 15 puntos      | Cuenca |  |
| Cleyder Oderlin Blanco 13 rebotes    | Rebs                  | Vivían Noelia Perez 2 rebotes        | Cuenca |  |
| Germary Blanco 4 asistencias         | Asists                | Marcela Costanza Jeria 2 asistencias | Cuenca |  |

| 6 de junio, 18:00                     | Argentina             | 69 - 34                   | Perú   |  |
| Reporte                               |                       |                           |        |  |
| Parciales: -, -, -, -                 | Parciales: -, -, -, - | Parciales: -, -, -, -     | Cuenca |  |
| Debora Sabrina Gonzalez 17 puntoa     | Pts                   | Ximena Vega 11 puntoa     | Cuenca |  |
| Agostina Burani 9 rebotes             | Rebs                  | Ximena Vega 8 rebotes     | Cuenca |  |
| Debora Sabrina Gonzalez 4 asistencias | Asists                | Ximena Vega 1 asistencias | Cuenca |  |

| 6 de junio, 20:00                     | Ecuador               | 55 - 57                                | Brasil |  |
| Reporte                               |                       |                                        |        |  |
| Parciales: -, -, -, -                 | Parciales: -, -, -, - | Parciales: -, -, -, -                  | Cuenca |  |
| Tatiana Leonor Patiño 15 puntos       | Pts                   | Patricia Teixeira 20 puntos            | Cuenca |  |
| Jessica Daniela Preciado 6 rebotes    | Rebs                  | Fabiana Caetano 12 rebotes             | Cuenca |  |
| Rossana Mikaela Pazmiño 3 asistencias | Asists                | Siquiera Bruno Boccasius 3 asistencias | Cuenca |  |

| Venezuela         |
| Campeón Venezuela |
| Primer Título     |

## Clasificación
| Posición | Equipo    |
| -------- | --------- |
| 1        | Venezuela |
| 2        | Argentina |
| 3        | Brasil    |
| 4        | Ecuador   |
| 5        | Chile     |
| 6        | Perú      |

## Clasificados al FIBA Americas Femenino Sub-18 2008
| Bandera de Venezuela | Bandera de Argentina | Bandera de Brasil |
| Venezuela            | Argentina            | Brasil            |
| -------------------- | -------------------- | ----------------- |